# Elly Steinmann

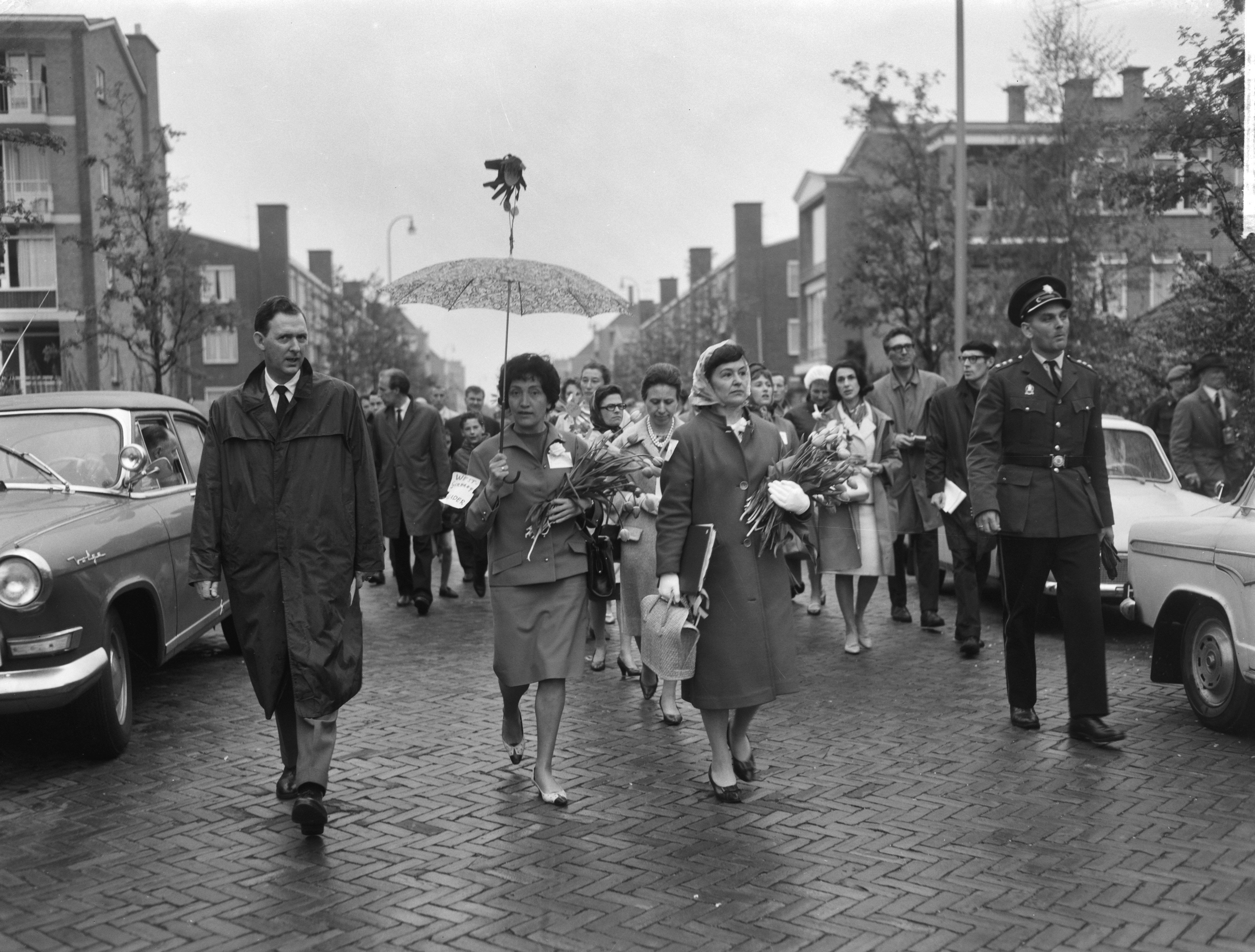
Elly Steinmann (vorne rechts) bei einer Demonstration von 600 Frauen gegen die NATO – am 13. Mai 1964 in den Niederlanden

Elly Steinmann (geboren als Elli Frieda Petzold, * 19. September 1921 in Danzig-Langfuhr; † 25. April 2009) war eine deutsche  Journalistin, Publizistin und Friedensaktivistin.

## Leben und Engagement
Petzold besuchte das Städtische Anna-Vorwerk-Oberlyzeum in Wolfenbüttel. Sie machte eine Ausbildung zur Chemotechnikerin. Nach der Heirat mit Heinz-Günther Steinmann zog sie 1949 nach Wattenscheid. Das Ehepaar hatte zwei Söhne, die Ehe wurde 1967 geschieden.
Am 14. Oktober 1951 war Steinmann eine der nahezu tausend Teilnehmerinnen des Kongresses „Frauen und Mütter für den Frieden“ in Velbert. Als auf dem folgenden „Frauen-Friedenstag“ in Göttingen am 10. Februar 1952 die Westdeutsche Frauenfriedensbewegung (WFFB) gegründet wurde, zählte sie zu den Mitbegründerinnen. Die Losung hieß: „Seid wachsam! Seid kritisch! Zeigt Zivilcourage!“ Auf Bundesebene übernahm Steinmann die Geschäftsführung der WFFB und zudem war sie mit Ingeborg Küster (1909–2004) Redaktionsmitglied der von der WFFB herausgegebenen Zeitschrift Frau und Frieden.

„In der WFFB arbeitete die Christin neben der Kommunistin, die Berufstätige mit der Hausfrau, die Wissenschaftlerin mit der Arbeiterin.“

Alma Kettig, Gewerkschafterin, Antifaschistin und 1953 bis 1965 Bundestagsabgeordnete (SPD), kam 1970 zur WFFB hinzu. Doch verlor die Westdeutsche Frauenfriedensbewegung im Zuge der Entspannungspolitik jede Bedeutung und hatte nur selten junge Frauen aus der Nachkriegsgeneration für sich gewinnen können. Im März 1974 musste die Zeitschrift Frau und Frieden nach 22 Jahren eingestellt werden und die WFFB löste sich auch bald danach auf.
Kettig, Küster und Steinmann initiierten zusammen mit Frauen der neuen Frauenbewegung und mit Gewerkschafterinnen die Demokratische Fraueninitiative (DFI). Hauptanliegen waren „Frieden, Entwicklung und Gleichberechtigung“ entsprechend dem Motto der UNO-Initiative „Internationales Jahr der Frau ‘75“. Ihr Ziel war es, die „Gleichberechtigung in einer humanen Gesellschaft“ zu erreichen. Dabei ging es um die Durchsetzung des Rechts auf Arbeit und auf gleiche Entlohnung für Frauen. Im friedenspolitischen Sinne wurde die Rekrutierung von Frauen für die Bundeswehr abgelehnt. Als Redakteurin und Herausgeberin gab Steinmann die Wir Frauen-Kalender und das Weiberlexikon mit heraus.
Ein politisches Tätigkeitsfeld Steinmanns ergab sich in der Bewegung gegen den Vietnamkrieg und für den Frieden im damals geteilten Land. Als Ratsmitglied der Internationale Demokratische Frauenföderation (IDFF) reiste sie 1970 und 1974 nach Vietnam. Steinmann schrieb unter anderem für die Westdeutsche Allgemeine Zeitung, aber auch für die Deutsche Volkszeitung. Ihre Themen waren beispielsweise ein Gespräch mit Uta Ranke-Heinemann, Jane Fonda und ihr Vietnam-Film und die Schließung des Werks Bottrop der Firma Krups.
Steinmann starb 2009. Ihr Nachlass kam 2012 in das Archiv der deutschen Frauenbewegung (AddF) und wurde, gefördert vom Bundesministerium für Familie, Senioren, Frauen und Jugend (BMFSFJ), im Rahmen des Projektes „Gleichstellungsbestrebungen von Frauen nach 1945 – Sicherung und Aufarbeitung der Frauen(bewegungs)geschichte in Deutschland“ 2013 verzeichnet.
Sonstiges
Steinmann wurde 1997 mit dem goldenen Lorbeerblatt für 50 Jahre verkehrssicheres Fahren ausgezeichnet.

## Schriften (Auswahl)
Als Herausgeberin
- Mit Florence Hervé und Renate Wurms: Das Weiberlexikon. 1. Auflage, 1995.
- WIR FRAUEN. Jahreskalender, 1982–1990.
- (Mitwirkend): FrauenBilderLeseBuch. 1981ff.
- Helft Vietnam! (Vietnamesische Volkslieder) / Martin Niemöller: Aufruf zur Tat. / Text gesprochen von Lil Dagover. Schallplatte, Wattenscheid 1968.

Als Autorin
- Was ist – was will – was tut die Westdeutsche Frauenfriedensbewegung? WFFB 1967.
- Mit Ingeborg Küster: Die Westdeutsche Frauenfriedensbewegung. In: Florence Hervé (Hrsg.): Geschichte der deutschen Frauenbewegung. Köln 1982, S. 206–216.